# Сенная (приток Валуя)
Сенная — река в России, протекает по Белгородской области. Правый приток реки Валуй.

## География
Река Сенная берёт начало у села Фощеватово. Течёт на юго-восток. Устье реки находится ниже села Старокожево в 34 км от устья реки Валуй. Длина реки составляет 18 км, площадь водосборного бассейна — 79 км².

## Данные водного реестра
По данным государственного водного реестра России относится к Донскому бассейновому округу, водохозяйственный участок реки — Оскол ниже Старооскольского гидроузла до границы РФ с Украиной, речной подбассейн реки — Северский Донец (российская часть бассейна). Речной бассейн реки — Дон (российская часть бассейна).
Код объекта в государственном водном реестре — 05010400312107000012018.